# Slovenska morbida
Slovenska morbida je tretji studijski album slovenske death metal skupine Noctiferia, izdan marca 2006 pri založbi Metal Master Records. Album je leta 2008 izšel tudi v Nemčiji pri Now Plague Records, leta 2014 pa je izšla ponovna izdaja pri On Parole Productions.

## Seznam pesmi
| Št.             | Naslov                | Besedilo              | Glasba                    | Dolžina |
| --------------- | --------------------- | --------------------- | ------------------------- | ------- |
| 1.              | „Fabrica‟             | /                     | Igor Nardin ⦁ Tat Purusha | 0:53    |
| 2.              | „Fall of Exile‟       | Nardin • Poposki      | Nardin • Gianni Poposki   | 4:08    |
| 3.              | „Bring Out the Beast‟ | Poposki • Lea         | Nardin                    | 3:57    |
| 4.              | „Turn Away‟           | Poposki • Lea         | Nardin                    | 4:52    |
| 5.              | „So Devoid‟           | Poposki • M           | Nardin • Poposki          | 4:16    |
| 6.              | „Anyone‟              | Poposki • Miha Lailar | Nardin                    | 4:47    |
| 7.              | „Forebang‟            | Poposki • M           | Nardin                    | 4:32    |
| 8.              | „Out of Play‟         | Poposki • Lea         | Nardin • Poposki          | 4:42    |
| 9.              | „Slovenska morbida‟   | /                     | Nardin ⦁ Luka Čadež       | 2:42    |
| 10.             | „Evil Against Evil‟   | Poposki • Lea         | Nardin                    | 5:11    |
| 11.             | „Mara‟                | Nardin                | Nardin                    | 3:36    |
| Skupna dolžina: | Skupna dolžina:       | Skupna dolžina:       | Skupna dolžina:           | 43:35   |

| Ponovna izdaja | Ponovna izdaja           | Ponovna izdaja |
| Št.            | Naslov                   | Dolžina        |
| -------------- | ------------------------ | -------------- |
| 12.            | „Fall of Exile‟ (remiks) | 3:39           |
| 13.            | „Forebang‟ (remiks)      | 3:15           |
| 14.            | „Mara‟ (remiks)          | 6:03           |

## Zasedba

### Noctiferia
- Gianni Poposki — vokal
- Igor Nardin — kitara, programiranje
- Uroš Lipovec — bas kitara
- Luka Čadež — bobni, tolkala

### Ostali
- Nimai Ashish — tablas
- Ajay Deepak, Omprakash Mahadev, Aaryan Zayan Khan — vokali
- Gurudas Jagadeep Prem — shenai
- Peter Tägtgren — miksanje
- Tat Purusha — snemanje, produkcija, mastering